# Schermer
Schermer este o comună în provincia Olanda de Nord, Țările de Jos. 

## Localități componente
Driehuizen, Grootschermer, Oterleek, Schermerhorn, Stompetoren, Zuidschermer. 